# Кочищанский сельсовет
Кочищанский сельсовет — административная единица на территории Ельского района Гомельской области Республики Беларусь. Административный центр — агрогородок Кочищи.

## История
С 29 ноября 2005 года исключена из данных по учёту административно-территориальных и территориальных единиц деревня Ястребля.

## Состав
Кочищанский сельсовет включает 8 населённых пунктов:
- Беляки — деревня.
- Валавская Рудня — деревня.
- Жуки — деревня.
- Загатье — деревня.
- Калиновая — деревня.
- Кочищи — агрогородок.
- Некрашовка — деревня.
- Чертень — деревня.

Упразднённые населённые пункты:
- Копанка — деревня
- Круглое — деревня
- Ястребля — деревня[1].